# Ferdinand von Radziwill
Ferdinand prince Radziwill (en fait Ferdynand Fryderyk książę Radziwiłł ; né le 19 octobre 1834 à Berlin et mort le 28 février 1926 à Rome) est un propriétaire de fidéicommis, un noble du comté de Przygodzice (province de Posnanie) et l'un des principaux hommes politiques de la minorité polonaise dans l'Empire allemand.
Il est député du Reichstag de 1874 à 1918, où il est président de la faction polonaise à partir de 1889, et député de la Chambre des seigneurs de Prusse de 1879 à 1918. Après la restauration de l'indépendance polonaise, il est député de l'Assemblée nationale constituante (de) de 1919 à 1922.

## Famille
Il est le fils aîné du prince Boguslaw von Radziwill et de son épouse Leontyna, comtesse von Clary und Altreiben. Un des frères est Edmund prince von Radziwill (de). La famille Radziwiłł appartient à la haute noblesse polono-lituanienne (magnats). La branche dont est issu Ferdinand est étroitement liée à la Prusse et aux Hohenzollern depuis les partitions polonaises. Après 1815, son grand-père Antoni Henryk Radziwiłł est gouverneur prussien du grand-duché de Posen et sa grand-mère Louise est une princesse prussienne. Ferdinand von Radziwill est donc un cousin au troisième degré de l'empereur Guillaume Ier, qui est également amoureux de la tante Élisa dans sa jeunesse. Son cousin Anton von Radziwill (de) est pendant de nombreuses années adjudant général de l'empereur.
Radziwill étudie le droit et effectue le service préparatoire habituel en tant qu'auscultateur au tribunal de la ville de Berlin et stagiaire gouvernemental à Potsdam. En 1855, il devient membre de l'Association catholique de lecture de Berlin, aujourd'hui KStV Askania-Burgundia Berlin (de) au KV (de). Il fait son service militaire comme volontaire d'un an en 1855 au sein du 7e régiment de hussards. Il gère ensuite les domaines familiaux. En tant que seigneur d'Olyka en Volhynie (alors dans l'Empire russe) et d'autres possessions, il est un grand propriétaire foncier.
En 1864, il se marie avec la princesse Pelagia Sapieha (1844-1929). Le couple a cinq enfants. L'un des fils est le futur homme politique polonais Janusz Radziwiłł (de). La famille vit à Berlin et au château d'Antonin dans l'arrondissement d'Adelnau (province de Posnanie).
Radziwill a des liens familiaux avec la maison Hohenzollern et des contacts avec d'importants dignitaires en Allemagne et en Russie. En tant qu'officier de réserve au 3e régiment d'uhlans (pl), il est promu lieutenant-colonel de réserve. Il est blessé lors de la guerre franco-prussienne en 1870. En 1879, il est nommé major général de cavalerie à la suite.

## Politique
De 1874 à 1918, Radziwill est député du Reichstag en tant que représentant de la 10e circonscription du district de Posen (Adelnau-Schildberg), où il est élu avec un résultat entre 74 et 85 pour cent. Au Reichstag, il est président du groupe parlementaire polonais de 1889 jusqu'à la fin de la monarchie. Il est député de la Chambre des seigneurs de Prusse depuis 1879. Il a un siège héréditaire basé sur la propriété du domaine de Przygodzice.
À l'époque du Kulturkampf, Radziwill, en tant que catholique, est un farouche opposant à Otto von Bismarck. Sa maison à Berlin est parfois considérée comme le centre de l'opposition à la politique ecclésiastique du gouvernement. Craignant des désavantages sociaux, une partie des classes supérieures catholiques et même polonaises se distancient de Radziwill. Au cours de ses presque trente années à la tête du groupe parlementaire polonais, Radziwill travaille toujours en étroite collaboration avec le Zentrum. En raison du petit nombre de membres du groupe, celui-ci dépend du soutien des autres factions, notamment du Zentrum. Au Parlement, Radziwill suit une ligne modérée et tente de préserver les droits des minorités à pratiquer librement leur religion et à parler leur propre langue.
En 1917, dans le chambre des seigneurs, Radziwill fait une nouvelle fois une déclaration de loyauté des Polonais envers l'Empire allemand, mais exige également un changement fondamental dans la politique de la Prusse à l'égard de la Pologne. Au nom du gouvernement, Paul von Breitenbach (de) accepte d'abroger les lois sur l'expropriation et de faciliter l'usage de la langue polonaise.
Après la fin de la Première Guerre mondiale et la réémergence de l'État polonais, Radziwill est député de l'Assemblée nationale constituante (de) (Sejm Ustawodawczy) . En 1919, il est président principal (maréchal principal) de l'assemblée.